# مارتل (کالیفرنیا)
مارتل (به انگلیسی: Martell) یک منطقهٔ مسکونی در ایالات متحده آمریکا است که در شهرستان آمادور، کالیفرنیا واقع شده‌است. مارتل ۶٫۰۵۴ کیلومتر مربع مساحت و ۲۸۲ نفر جمعیت دارد و ۴۵۳ متر بالاتر از سطح دریا واقع شده‌است.